# I Don't Understand You
I Don't Understand You är en amerikansk skräckkomedifilm som hade premiär på SXSW-festivalen den 8 mars 2024. Den är regisserad av David Joseph Craig och Brian Crano som även har skrivit filmens manus.

## Handling
Filmen handlar om ett amerikanskt par som blir strandsatta på landsbygden i Italien. Utan vare sig transportmedel eller språkkunskaper försöker de återknyta kontakten under en katastrofal semester.

## Rollista (i urval)
- Nick Kroll - Dom
- Andrew Rannells - Cole
- Morgan Spector - Massimo
- Eleonora Romandini - Francesca
- Amanda Seyfried - Candice
- Cecilia Dazzi - Ilaria